# Nonnus atratus
Nonnus atratus là một loài tò vò trong họ Ichneumonidae.